# 남원 홍씨
남원 홍씨(南原 洪氏)는 전북특별자치도 남원시를 본관으로 하는 한국의 성씨이다.

## 과거 급제자
남원 홍씨는 조선시대 무과 급제자 4명, 생원 2명, 진사 1명을 배출하였다.
무과
홍덕원(洪德源) 홍명복(洪命福) 홍상기(洪象基) 홍일청(洪一淸)  
생원시
홍신(洪紳) 홍현(洪鉉)    
진사시
홍경정(洪景艇)

## 인구
남원 홍씨는 2015년 대한민국 통계청에서 1,833명으로 조사되었다.